# Miscel·lània Cerverina
Miscel·lània Cerverina (MC), de nom complet amb títol i subtítol "Miscel·lània Cerverina: Història, economia i cultura de la Segarra", és una revista científica editada pel Centre Comarcal de Cultura de Cervera, creada el 1983 amb una periodicitat anual.
La revista, de caràcter científic i de l'àmbit de les ciències socials i humanes, és editada pel Centre Comarcal de Cultura, entre 1984 i 1988, i pel Centre Municipal de Cultura de Cervera, des de 1991. Des de l'any 1999, amb el número 13, porta el subtítol Història, economia i cultura de la Segarra. La revista té fonamentalment una periodicitat anual, malgrat que ha estat ausent en algunes ocasions, especialment en l'espai temporal entre els anys 2013 i 2018. El seu objectiu és promoure i difondre la investigació sobre història, economia i cultura de l'àmbit territorial de la Segarra. Es tracta d'una revista pluricientífica que busca divulgar i reunir els estudis elaborats sobre la comarca de la Segarra, relacionats en l'àmbit de la història, la geografia, els costums i les tradicions, a més d'altres. Hi col·laboren principalment estudiosos i investigadors de les terres cerverines i de la província de Lleida en general, entre els quals destaquen, entre d'altres, Josep Maria Llobet i Portella, Montserrat Garrabou, Antoni Bach i Riu, Ramon Miró i Baldrich, Dolors Montagut i Albert Turull i Rubinat. El primer director de la revista fou Albert Llona i Porreda i el director actual n'és Max Turull i Rubinat.